# إدي وليامز (لاعب كرة قدم أمريكية)
إدي وليامز (بالإنجليزية: Eddie Williams)‏ هو لاعب كرة قدم أمريكية أمريكي، ولد في 22 أغسطس 1987 في سان ماتيو في الولايات المتحدة.

## وصلات خارجية
- إدي وليامز على موقع مرجع كرة القدم المحترفة.كوم (الإنجليزية)